# Shuvosaurus

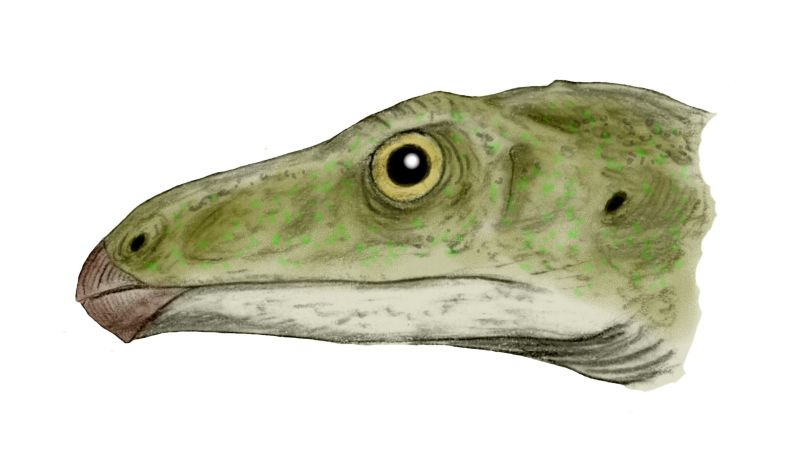

Shuvosaurus — рід дзьобатих рептилій пізнього тріасу в західному Техасі. Попри зовнішню схожість з тероподним динозавром, насправді він ближче до крокодилів. Шувозавр був описаний Санкаром Чаттерджі в 1993 році після того, як його виявив його син Шуво на початку 1990-х років.